# Święty Mamaj
Mamaj – święty, katolikos Kościoła na terenie ówczesnej Gruzji w latach 731-744. Postać prawie legendarna, jednakże na pewno wiadomo, że był przeorem klasztoru w Zadazeni, od XVII wieku znajdującego się w ruinach. Jego imię jest wymienione w spisie ojców przeorów owego klasztoru. Jeden z ośmiu kanonizowanych katolikosów, co więcej zwierzchników, patriarchów obecnej Gruzińskiej Cerkwi Prawosławnej w której dniem jego pamięci jest 3 maja według kalendarza juliańskiego i 16 maja zgodnie z kalendarzem gregoriańskim.